# Николай К. Витанов
Николай Колев Витанов е български математик и физик, учен от Българската академия на науките. Има научно звание професор и научни степени доктор на математическите науки (ВАК), доктор на естествените науки (Байройтски университет, Германия), доктор по физика (ВАК).

## Биография
Витанов е роден във Велико Търново на 2 декември 1965 г.
Завършва математическата гимназия в родния си град със златен медал (1983) и специалност „Физика на твърдото тяло“ във Физическия факултет на Софийския университет „Климент Охридски“ (1990).
Специализира 4 години механика на флуидите при проф. Фридрих Бусе в университета на Байройт, Бавария, Германия. След това специализира анализ на времеви редове при проф. Холгел Канц в института „Макс Планк“ по физика на сложните системи в Дрезден, Германия.
Със стипендия на фондацията „Александър фон Хумболт" специализира в института „Макс Планк“ по сложни системи в Дрезден, Германия моделиране на динамиката на сложни системи и приложение на анализа на времеви редове за анализ на сложни системи с акцент върху системи от областта на популационната динамика и социални системи. По време на тази специализация Витанов получава Европейска изследователска стипендия на фондацията „Александър фон Хумболт“ и с нея специализира анализ на времеви редове при проф. Ален Арнеодо в Екол Нормал Супериор в Лион, Франция. През 2006 г. специализира анализ ва времеви редове и приложенията му за анализ на икономически и социални системи в Токийския университет за селскостопански технологии в Токио, Япония.  
Проф. Николай Витанов работи в Института по механика на БАН. Става кандидат на физическите науки (доктор по физика) на ВАК с дисертация на тема „Нелинейни вълни в двумерен Джозефсънов контакт“ (1994),, доктор на естествените науки в Университета на Байройт, Бавария, Германия (1998), доктор на математическите науки на ВАК с дисертация на тема „Горни граници на топлопреноса и дисипацията на енергия при турбулентно и нетурбулентно движение на флуиди“ (2007). Професор е в БАН от 2010 г. (ВАК)
Научните интереси на Николай К. Витанов са многостранни. Те могатда бъдат групирани в следните области:
- Нелинейна динамика
- Получаване на точни решения на нелинейни диференциални уравнения
- Механика на флуидите
- Нелинеен анализ на времеви редове
- Математическа социална динамика
- Анализ на научмни системи и оценка на научна производителност
- Математическа икономика

Витанов има значителна практическа дейност в полза на обществото. Ръководител е на екип, който извършва анализи и прогнози за Националния оперативен щаб за борба с корона вируса при правителството с министър-председател Бойко Борисов. При правителството с министър-председател Кирил Петков Витанов консултира Министерството на здравеопазването и ежедневно прави анализи и прогнози за хода на пандемията. Той има голям брой публикации и постижения в областта на опростен метод за решаване на нелинейни частни диференциални уравнения, математически модел на идеологическата борба, метод за предсказване на силни пориви на вятъра и аналитични резултати за горните граници на топлопреноса в слоеве на флуиди.
Николай Витанов е удостоен с Първа награда на Съюза на учените в България за най-добри научни постижения през 2007 и 2017 г. Избран е за най-любим български учен в първото издание на поредицата „Любимците на България“ на Българската национална телевизия през 2021 г.